# Tetragnatha montana
Tetragnatha montana este o specie de păianjeni din genul Tetragnatha, familia Tetragnathidae, descrisă de Simon, 1874. Conține o singură subspecie: T. m. timorensis.

## Galerie

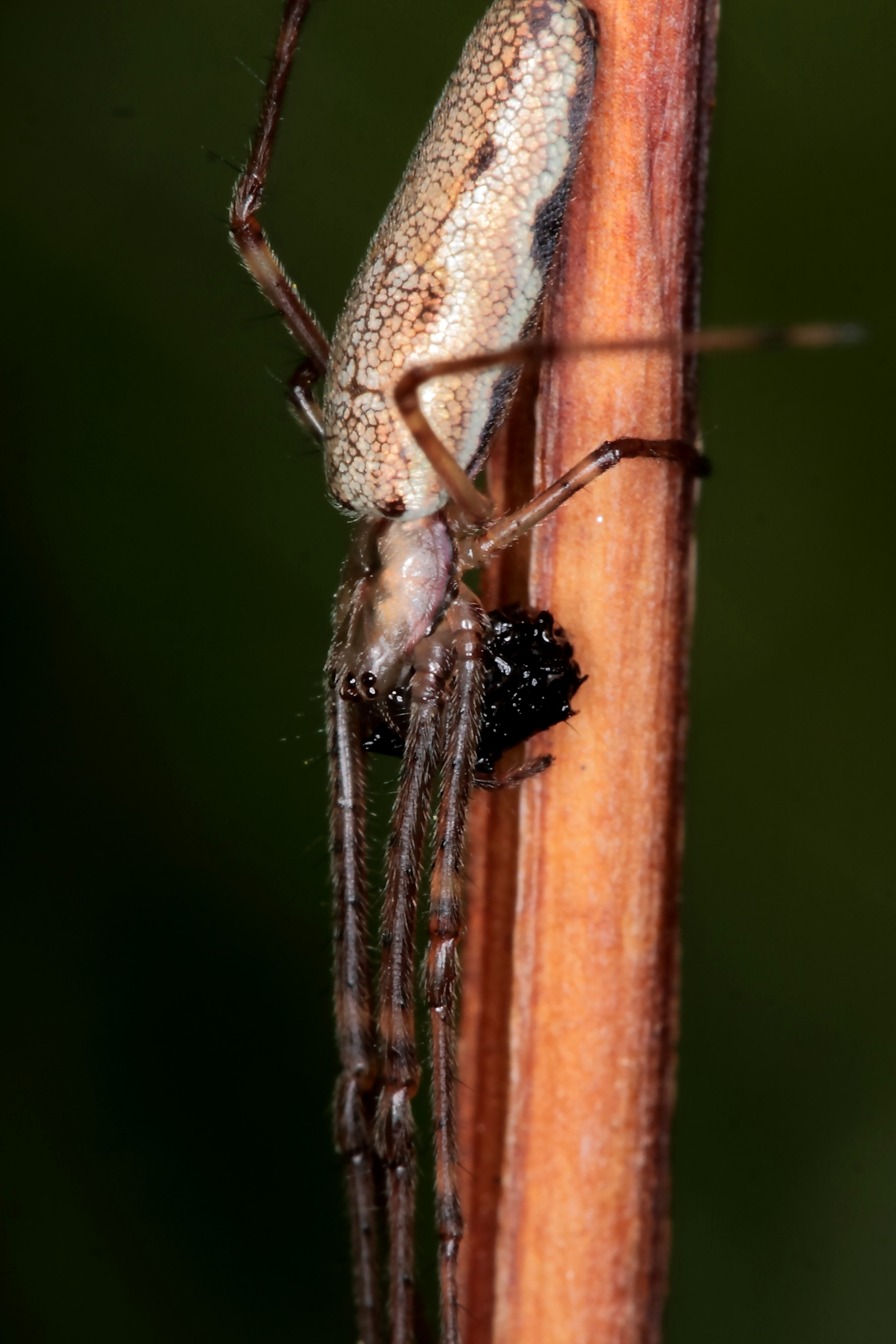
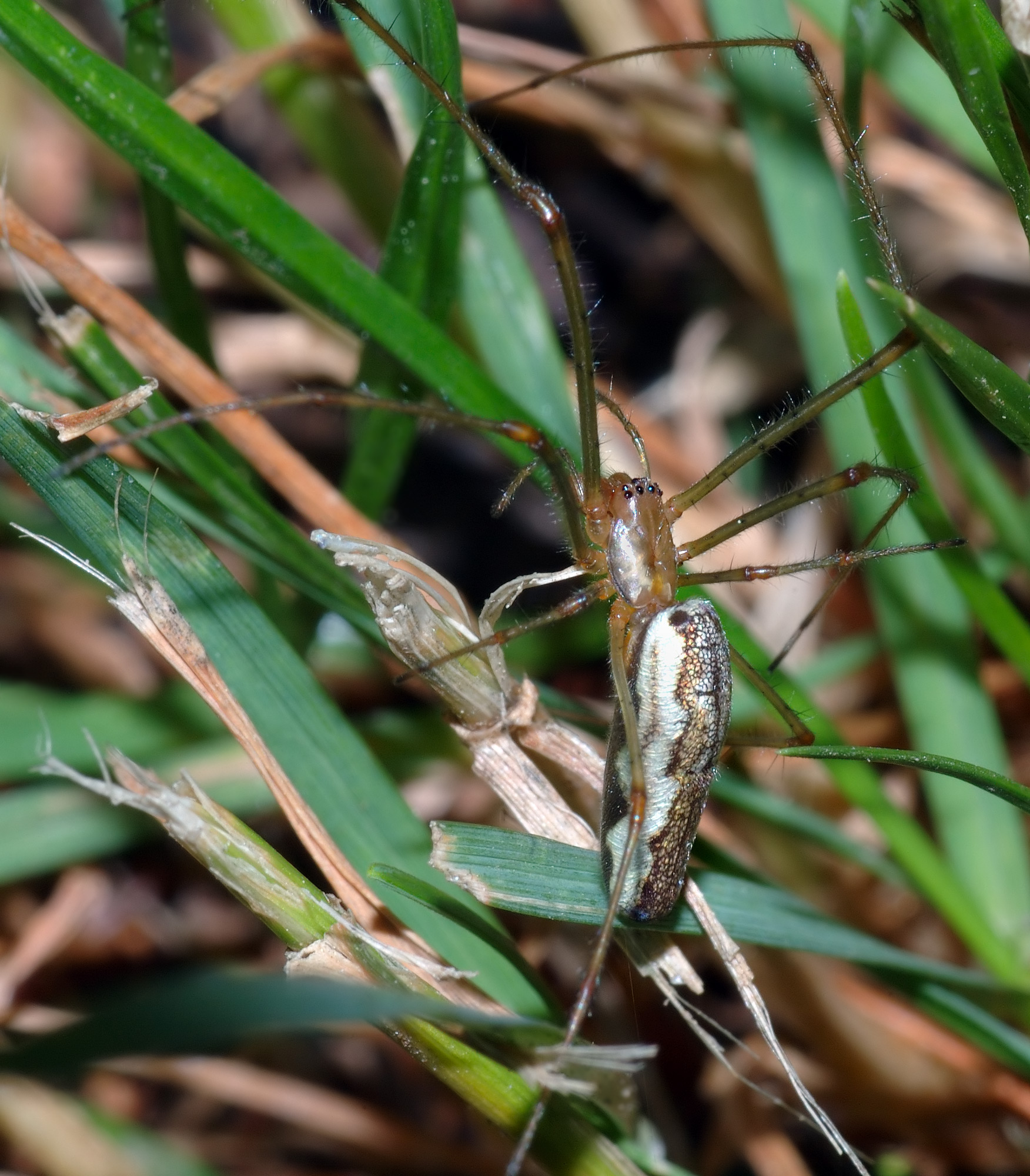
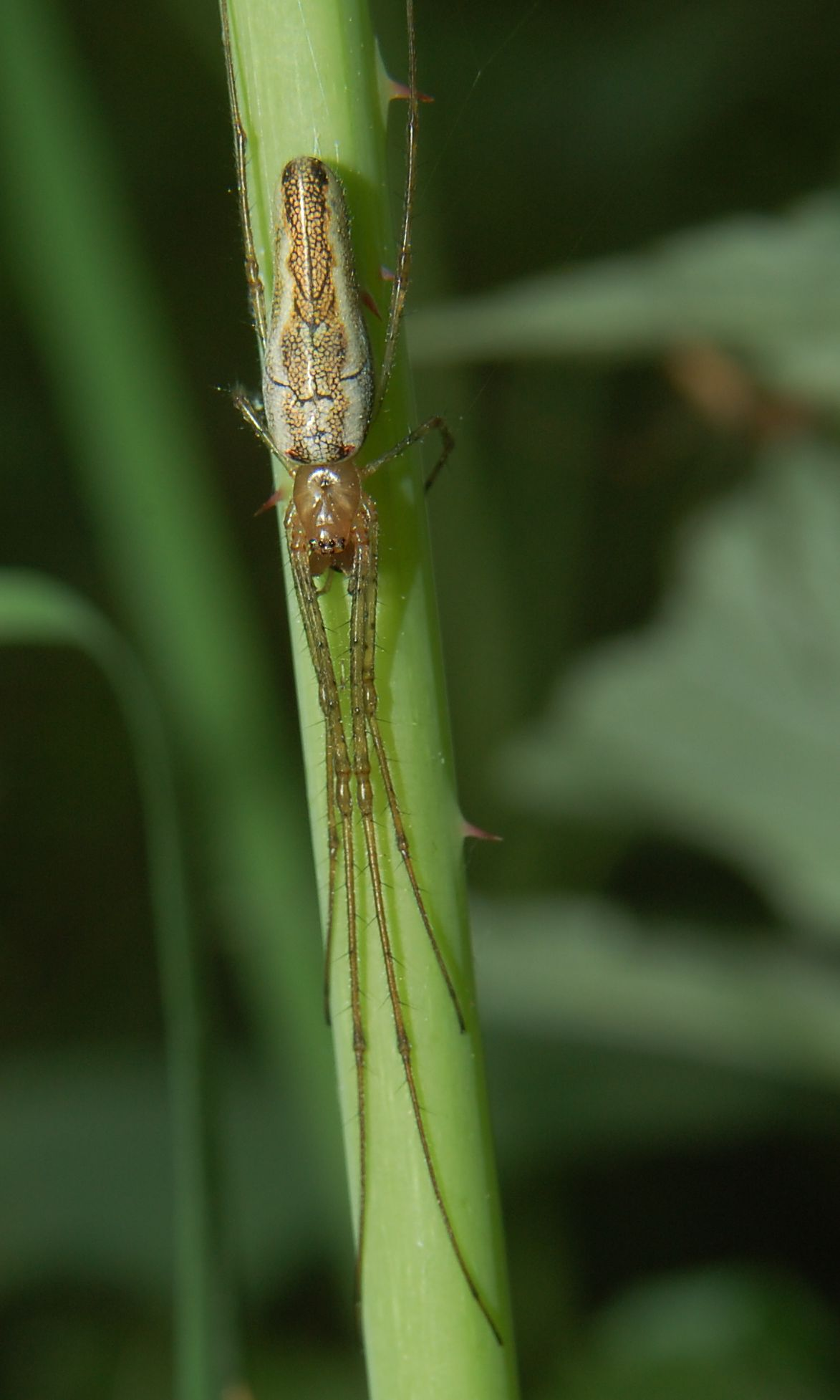
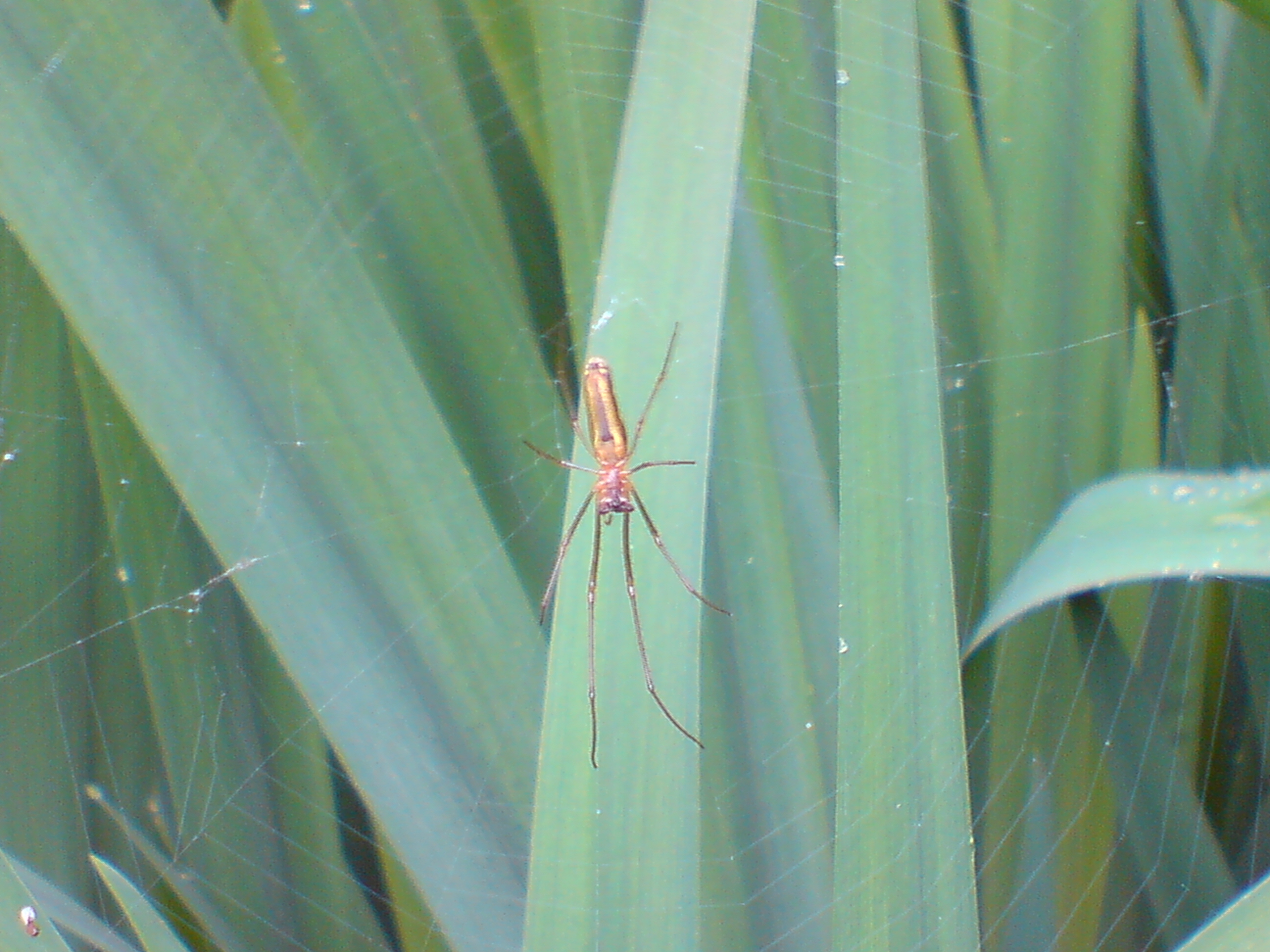
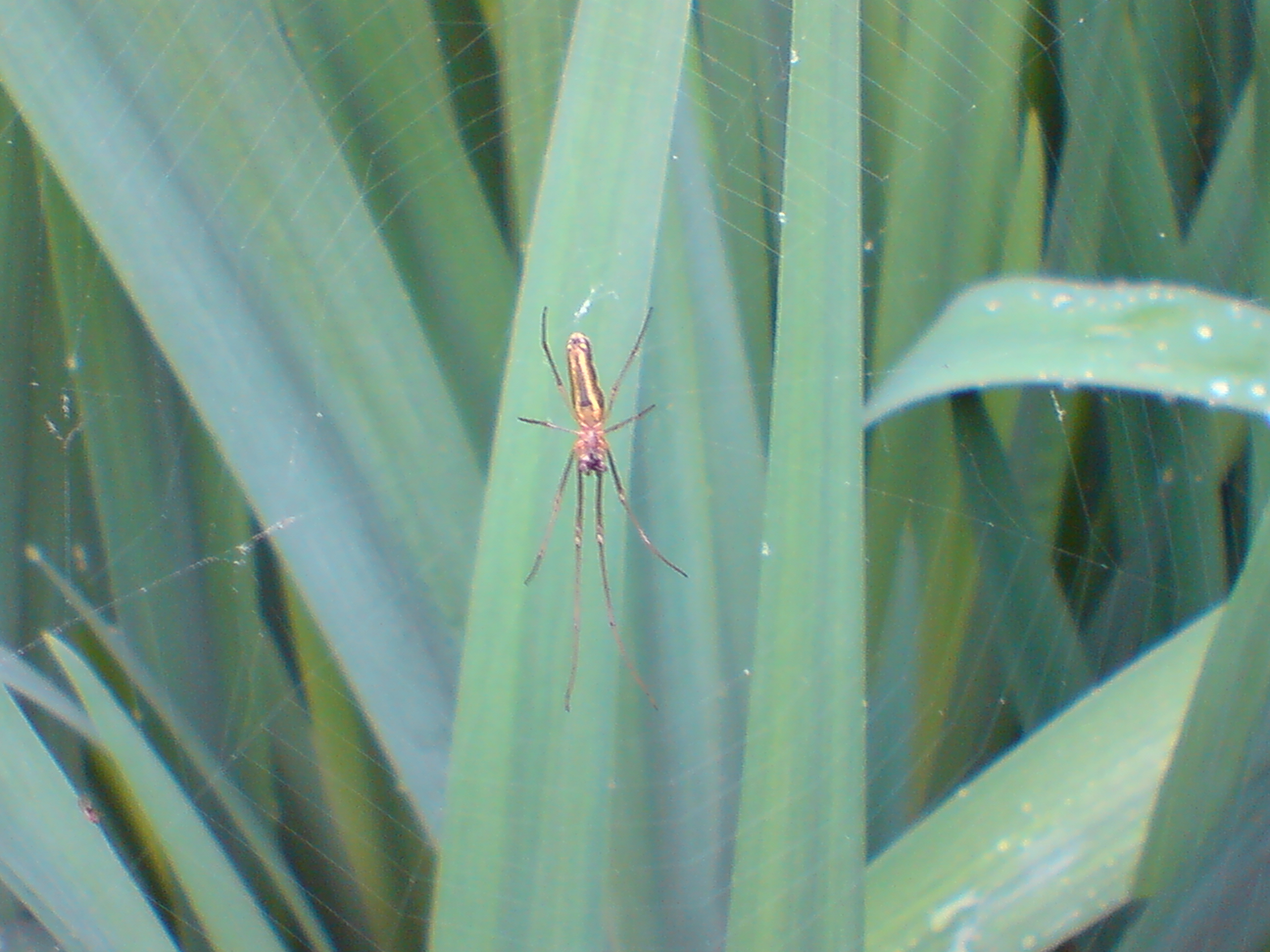
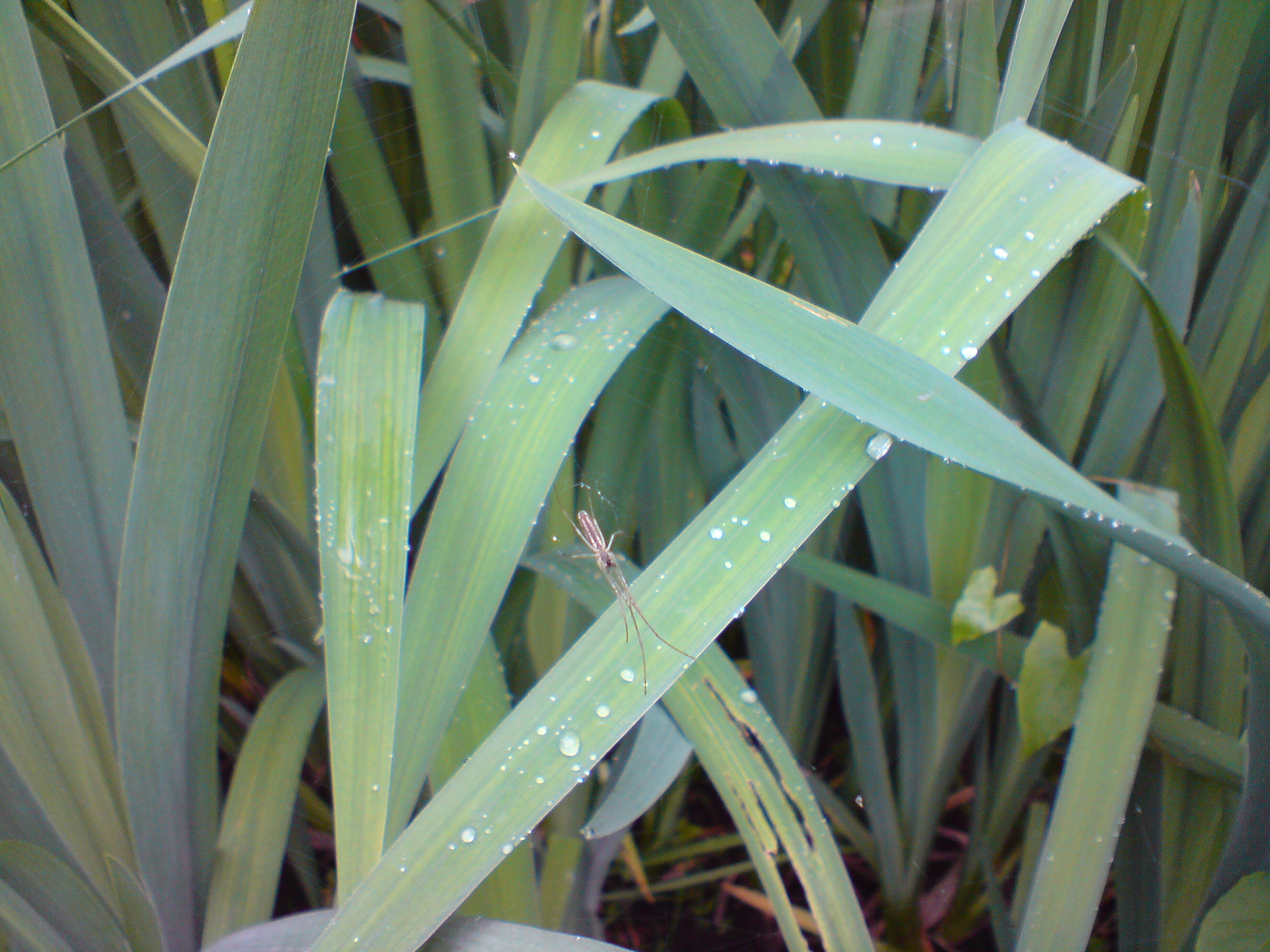